# Tom Kaulitz

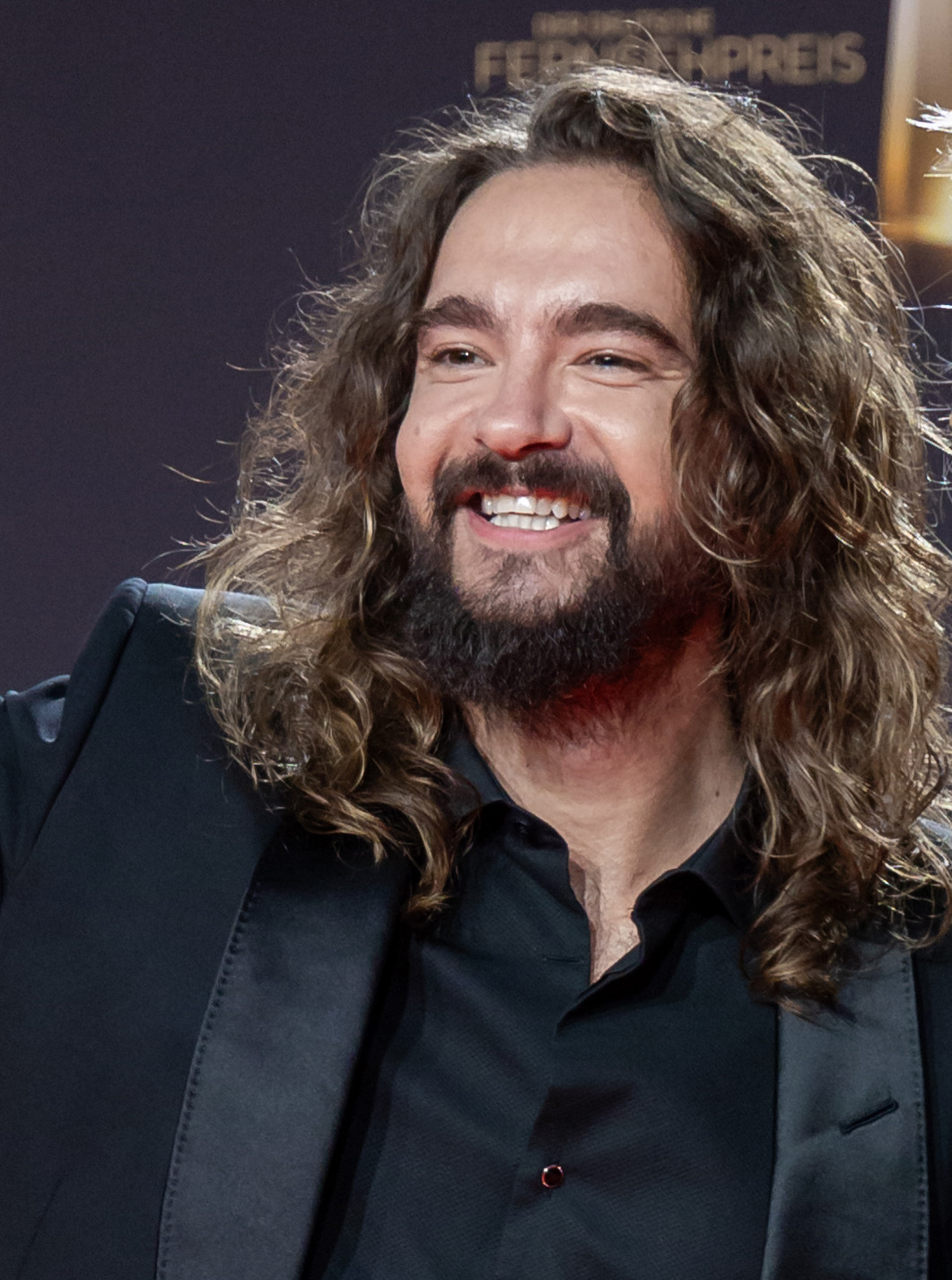
Tom Kaulitz (2023)

Tom Kaulitz (* 1. September 1989 in Leipzig) ist ein deutscher Gitarrist, Musikproduzent und Podcaster. Er ist mit seinem Zwillingsbruder, dem Sänger Bill Kaulitz, Gründungsmitglied der Gruppe Tokio Hotel.

## Leben

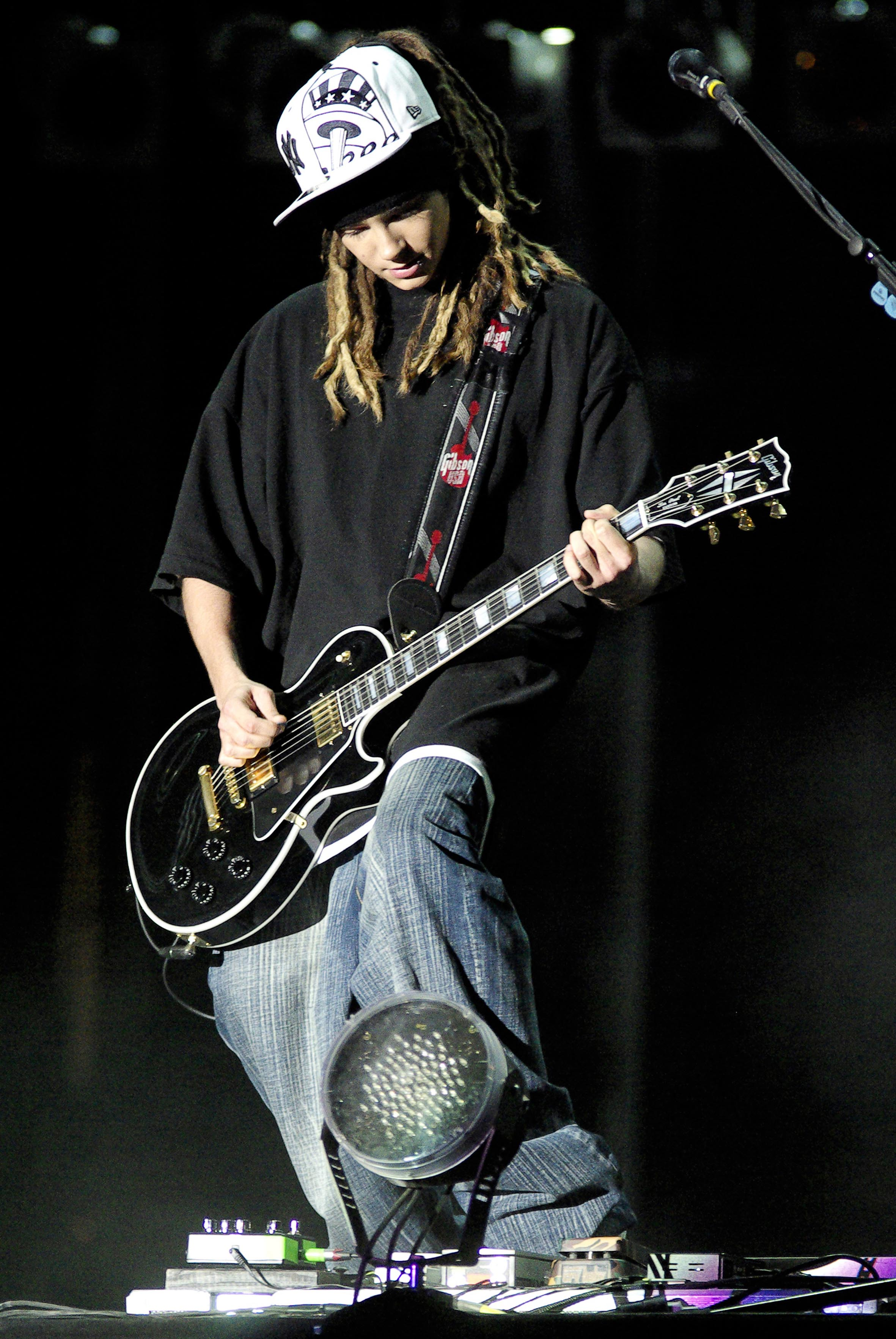
Tom Kaulitz (2006)

Tom Kaulitz wurde 1989 in Leipzig als Sohn der Malerin Simone Charlotte Kaulitz und eines Lastwagenfahrers geboren. Er kam zehn Minuten vor seinem eineiigen Zwillingsbruder Bill zur Welt. Als die Zwillinge sechs Jahre alt waren, trennten sich die Eltern. Drei Jahre später zogen die Brüder gemeinsam mit ihrer Mutter von Magdeburg zu ihrem Stiefvater, dem Musiker Gordon Trümper, nach Loitsche. Als Kinder waren Tom und Bill Kaulitz in der Radio-Bremen-Produktion Verrückt nach dir zu sehen.
Die Zwillinge besuchten gemeinsam das Kurfürst-Joachim-Friedrich-Gymnasium in Wolmirstedt, das sie 2006 aufgrund ihrer musikalischen Karriere ohne Abschluss verließen. Im Frühjahr 2008 holten Tom und Bill an einer Internetschule den Realschulabschluss nach. Für ihre „vorbildlichen schulischen Leistungen“ wurden die Brüder im April 2009 mit dem Jugendpreis Fernlernen ausgezeichnet.

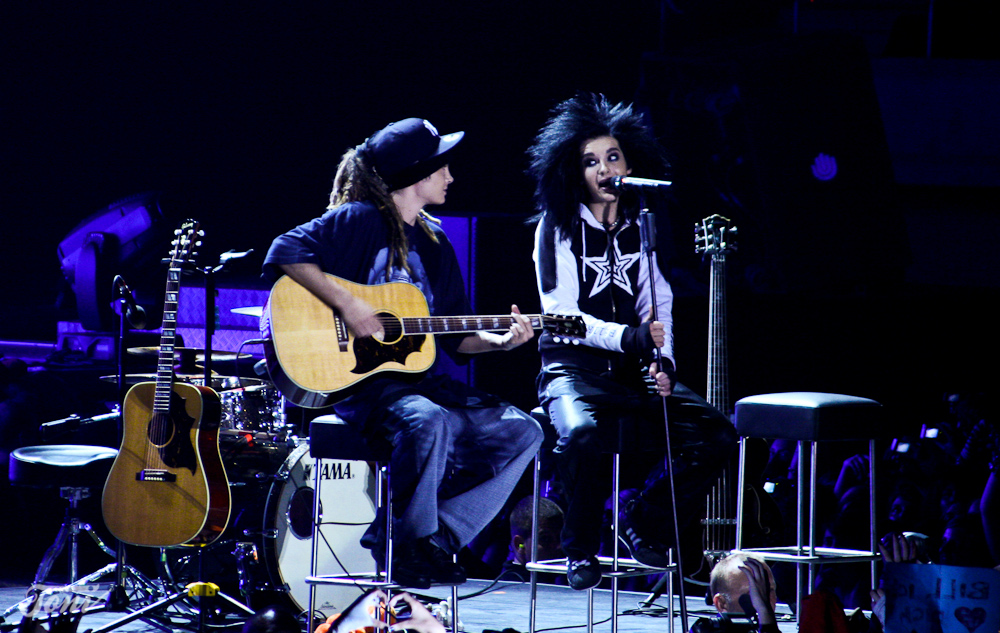
Tom Kaulitz (links) mit seinem Zwillingsbruder Bill (2008)

Die intensive öffentliche Wahrnehmung, verbunden mit Stalking und einem Einbruch von Fans im Haus von Tom und Bruder Bill im Hamburger Umland, bewogen die Band im Jahr 2010 zum Rückzug; die Kaulitz-Brüder zogen nach Los Angeles um.
2015 heiratete Tom Kaulitz nach vierjähriger Beziehung die Hamburger Kosmetikunternehmerin und Miss Philippines Germany 2004 Ria Sommerfeld, reichte aber im selben Jahr die Scheidung ein. 2018 war diese wegen Unterhaltsstreitigkeiten noch nicht vollzogen.
Im Mai 2018 gab Heidi Klum ihre Beziehung mit Tom Kaulitz bekannt. Das Paar heiratete am 3. August 2019.

## Karriere

### Musikalische Karriere
Beide Brüder zeigten schon frühzeitig ein großes Interesse an Musik; laut eigenen Angaben begannen sie im Alter von sieben Jahren, eigene Titel zu schreiben. Ihr Stiefvater, der selbst Gitarre in der Rockband Fatun spielt, erkannte das Talent der Brüder und verschaffte ihnen erste Auftritte im Raum Magdeburg. Als Duo Black Question Mark trugen sie auf Stadtfesten und bei privaten Feiern ihre selbst verfassten Lieder vor.
Nach einem Auftritt im Magdeburger Club Gröninger Bad im Jahr 2001 machten Tom und Bill die Bekanntschaft mit Gustav Schäfer und Georg Listing, die die Brüder fortan musikalisch unterstützten. Unter dem neu gewählten Namen Devilish traten sie zunächst bei Talentshows und auf kleinen Konzerten auf, ohne damit kommerziellen Erfolg erzielen zu können. Nach einem Auftritt von Bill Kaulitz in der Castingshow Star Search im Sommer 2003 wurde der Musikproduzent Peter Hoffmann auf die Brüder aufmerksam und nahm Devilish unter Vertrag. Mit dem 2005 veröffentlichten Titel Durch den Monsun und dem dazugehörigen Album Schrei gelang Tokio Hotel, wie die Band nun hieß, der Durchbruch.
2022 produzierte er mit Devon Culiner als DJ-Duo unter dem Pseudonym WeddingCake mit Snoop Dogg und Heidi Klum den Song Chai Tea With Heidi. Das Stück wurde als Titelmusik der 17. Staffel von Klums Show Germany’s Next Topmodel verwendet.

### Fernsehkarriere

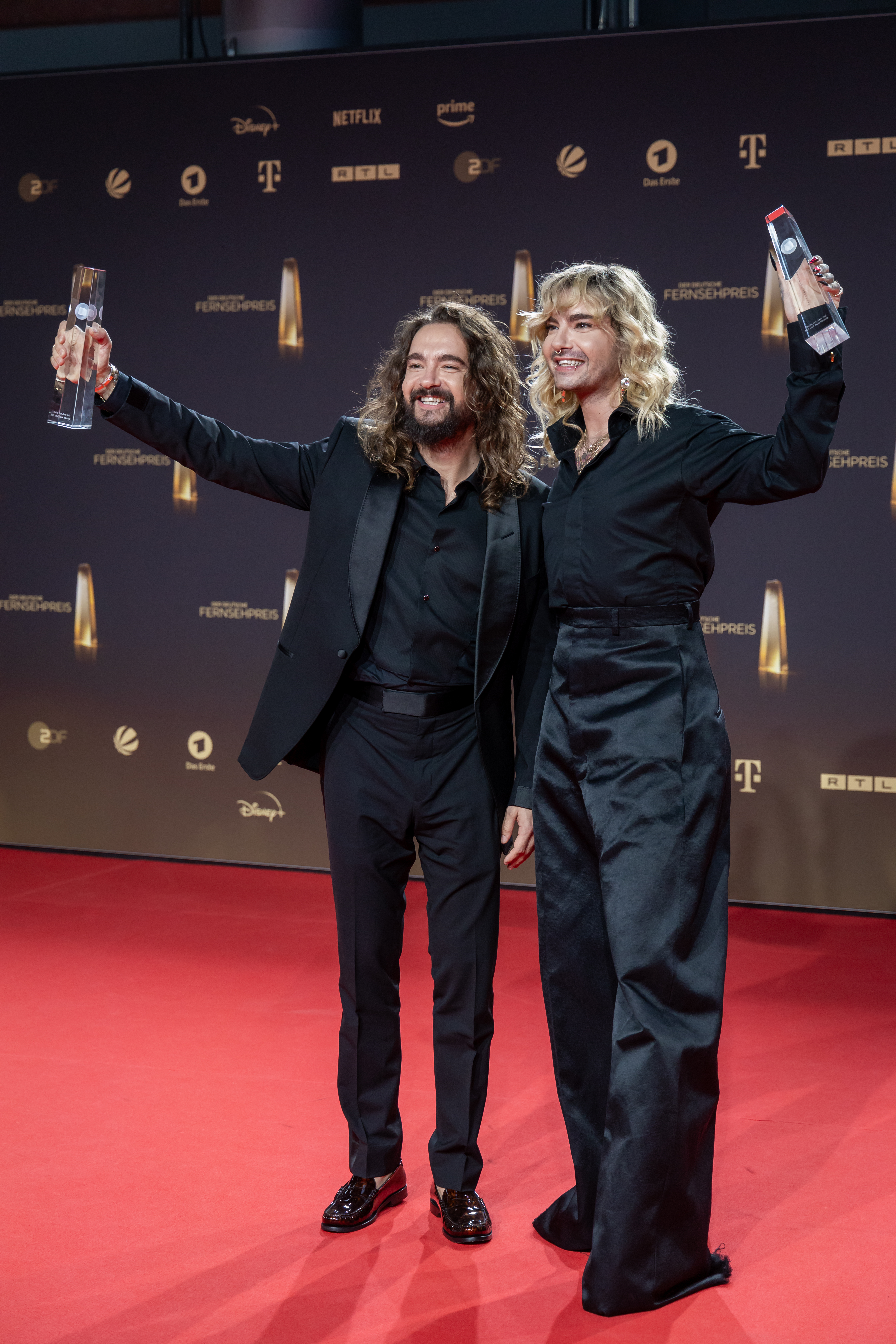
Tom und Bill Kaulitz beim Deutschen Fernsehpreis 2023

Von Januar bis Mai 2013 waren Tom und Bill als Juroren in der Jubiläumsstaffel der RTL-Castingshow Deutschland sucht den Superstar zu sehen. Zusammen mit Bill moderierte er 2023 sechs Episoden der Musik-Spielshow That's My Jam für RTL+. 2023 saß er mit seinem Bruder Bill bei der Musik-Castingshow The Voice of Germany als Coach im Doppelstuhl und gewann mit Malou Lovis Kreyelkamp die 13. Staffel der Show. 2024 gewann er gemeinsam mit seinem Bruder die Halloween-Folge der Comedy-Sendung LOL: Last One Laughing.
Im Juni 2024 erschien die Reality-Serie Kaulitz & Kaulitz mit Bill und Tom auf Netflix. Seit 2021 zeichnet er zusammen mit seinem Bruder den Spotify-Podcast Kaulitz Hills – Senf aus Hollywood auf.

## Auszeichnungen
Deutscher Podcast Preis
- 2022: in der Kategorie „Beste:r Newcomer:in“ für Kaulitz Hills – Senf aus Hollywood[19]

1 Live Krone
- 2023: in der Kategorie „Beste Unterhaltung“ für Kaulitz Hills – Senf aus Hollywood[20]

Deutscher Fernsehpreis
- 2023: in der Kategorie „Beste Unterhaltung Show“ für That's My Jam mit Bill & Tom Kaulitz[21]

## Trivia
- Für ein Plakat der Tierrechtsorganisation PETA ließen sich die Zwillinge in Ketten legen. Sie protestierten damit gegen Wildtiere im Zirkus. Im März 2012 machten sie auch auf die Tötung von Straßenhunden in der Ukraine anlässlich der Fußball-Europameisterschaft 2012 aufmerksam.[22]